# 艾瑞伯特·海姆
艾瑞伯特·海姆（德語：Aribert Heim，1914年6月28日—1992年8月10日）是二次世界大戰時德國武裝親衛隊的一名軍醫，被指控參與屠殺猶太人的惡行，他與有死亡天使之稱的約瑟夫·門格勒相同，都對猶太人做了許多慘無人道的人體實驗，包括摘取活體器官、進行活體毒物實驗等等，在毛特豪森集中營中有「死亡醫生」（Dr. Death）的綽號（或稱毛特豪森屠夫）。戰後雖遭到司法調查與通緝，但順利脫逃，從此消聲匿跡。海姆的家人雖然曾說他已於1992年逝世於阿根廷，近來的調查則認為他死於埃及的開羅，死因為腸癌，不過沒有提出死亡證明，也沒有繼承他的遺產，因此許多人仍相信海姆尚在人世。
以色列的國際猶太人權組織西蒙·維森塔爾中心將海姆列為「最後機會任務」（Operation: Last Chance）中「仍在世的納粹10大戰犯」之首。

## 外部連結
- Operation: Last Chance （页面存档备份，存于）